# Бриґідер Михайло
Михайло Бриґідер (також Бригідер, Бригідир) (* 24 вересня 1908, с. Малашівці, тепер Тернопільська міська громада, Тернопільська область — † 14 липня 1966, м. Торонто, Канада) — діяч ОУН, командир сотні легіону «Нахтіґаль», командир 2-ї сотні 201-го батальйону шуцманшафт, командир 1-го батальйону 29-го полку дивізії «Галичина», ветеранський і громадський діяч в діаспорі.

## Життєпис

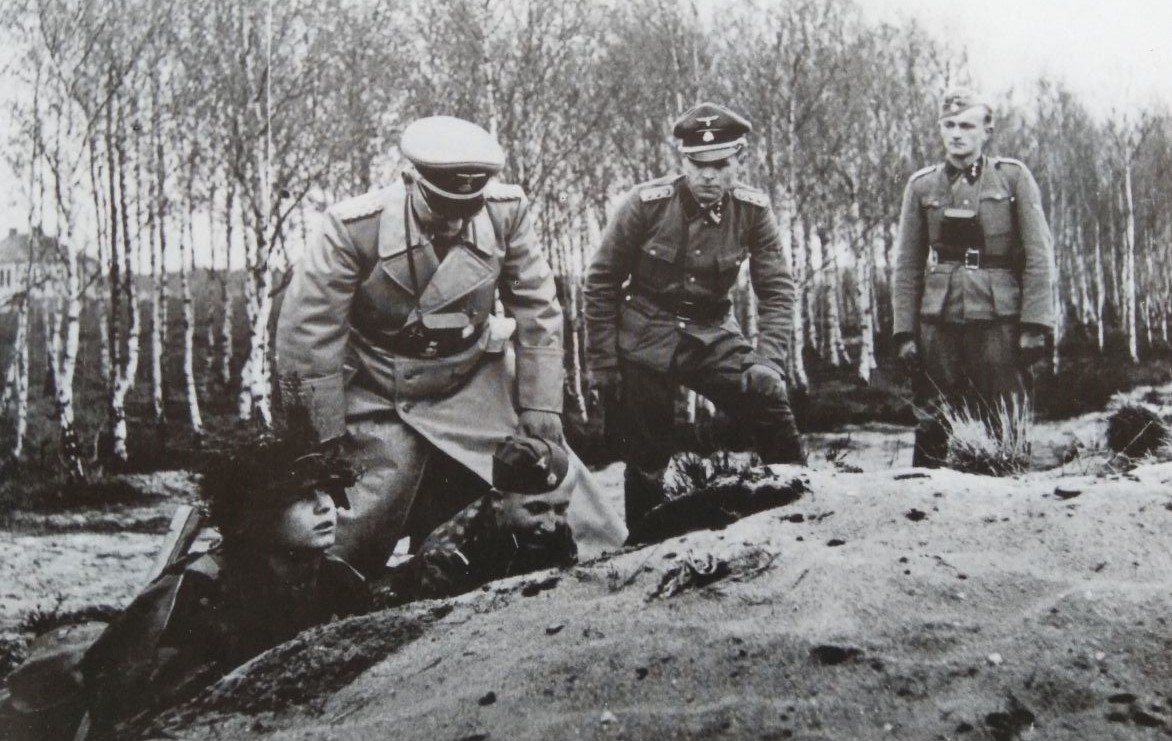
Стоять зліва направо: Фріц Фрайтаг, Михайло Бригідер, Любомир Ортинський.
Нойгамер, травень 1944 рік

Народився 24 вересня 1908 року в селі Малашівці (тепер Тернопільська міська громада, Тернопільська область).
Закінчив вищі торгові студії у Варшаві.
З 1941 року командир сотні у батальйоні Нахтіґаль, згодом продовжив службу на посаді командира 2-ї сотні 201-го батальйону шуцманшафт. Після розформування підрозділу був заарештований, перебував у тюрмі на Лонцького. Звільнений, при умові вступу до дивізії «Галичина».
У дивізії командував 1-м батальйоном 29-го полку. Брав участь у битві під Бродами.
Після війни проживав у Німеччині, а згодом емігрував до Канади. Очолював відділи Ліги визволення України в Торонто і Саскатуні, а також був членом управи Братства колишніх вояків 1-ї Української дивізії Української національної армії.
Помер 14 липня 1966 року в Торонто.